# Голям гмурец
 Тази статия е за вида Podiceps cristatus.  За Podiceps major вижте Магеланов гмурец.  
Големият гмурец (Podiceps cristatus), наричан и Гмурец рогач, Дългъч е птица от семейство Гмурецови.

## Общи сведения
Птицата е с дължина 46 – 51 cm и размах на крилата 59 – 73 cm. Тя е отличен плувец и преследва рибата, с която се храни, под водата. Особено при малките е, че главите им са на бели и черни ивици като на зебри. Те загубват тези шарки, когато пораснат. Диморфизмът е сезонен и възрастов.
Тялото отгоре е тъмнокафяво, отдолу е бяло. Гърдите са бели. През зимата горната част на главата е черна със слабо удължени пера, бузите са почти бели, а през лятото темето и тилът стават черни с рогчета, бузите придобиват кафяво-рижи окраски и на върха се появяват черни „бакенбарди“. Вратът е тъмнокафяв, а шията е бяла. Почти целият клюн е червен. Краката са тъмни на цвят. Очите са червени.

## Разпространение
Гмурците обикновено обитават вътрешни водоеми, обрасли с рядка растителност. При опасност малките се крият в оперението на майка си, която се гмурка.
Среща се в Европа, Азия, Африка, Австралия и Нова Зеландия. Наблюдава се из най-различни водоеми в България, както и по Черноморието.

## Начин на живот и хранене
Храни се с риби, ракообразни, жаби и други. Птицата е гнездящ, мигриращ и зимуващ вид за България.

## В популярната култура
Птицата печели международна популярност на 5 ноември 2023 г., след като комикът Джон Оливър разказва в своето шоу за инициативата „Птица на годината“ в Нова Зеландия и се самообявява за мениджър на кандидатурата на големия гмурец (чието маори име е путекетеке (на маорски: pūteketeke)) за участие в конкурса. Големият гмурец печели състезанието.